# Adjoa Bayor
Adjoa Bayor (sinh ngày 17 tháng 5 năm 1979 tại Accra) là cựu đội trưởng của Black Queens - đội tuyển bóng đá quốc gia nữ Ghana. Cô là thành viên của đội Black Queens tại World Cup FIFA Nữ 1999 ở Hoa Kỳ.

## Sự nghiệp
Cô là thành viên của đội World All Stars thi đấu với đội tuyển bóng đá quốc gia nữ Trung Quốc vào tháng 4 năm 2007 tại Vũ Hán, Trung Quốc.
Cô đã chơi cho Ghatel Ladies ở Accra, Ghana và cũng đã chơi cho FC Indiana ở Hoa Kỳ. Bayor đã gia nhập FF USV Jena vào ngày 21 tháng 1 năm 2009.

## Quốc tế
Vào tháng 9 năm 2007 Adjoa Bayor đã làm đội trưởng đội tuyển quốc gia Ghana tại World Cup ở Trung Quốc. Mặc dù Ghana không vượt qua vòng bảng, Bayor đã ghi một bàn thắng đáng chú ý từ một cú đá phạt ngay bên ngoài vòng cấm của Na Uy khi cô đối mặt với sai lầm của một cầu thủ khác chạy lên và nhảy qua quả bóng, sau đó cô tình cờ quay lại và sút vào cầu môn.

## Danh hiệu
Cô đã được CAF bầu chọn là Cầu thủ bóng đá nữ châu Phi năm 2003 và đã được trao thưởng lần nữa vào các năm 2004 và 2006.

## Thành tích
- Sau đó, cô đã lọt vào danh sách cầu thủ nữ châu Phi hay nhất năm 2010. Cô đã giành chiến thắng sau khi đánh bại người được khán giả bình chọn nhiều nhất, Perpetual Nkwocha.
- 2003 - Cầu thủ nữ châu Phi của năm.[6][7]
- Cô được CAF chọn vào năm 2018 để hỗ trợ Phó bí thư bóng đá và nhà phát triển Anthony Baffoe thực hiện lễ bốc thăm cho Cúp bóng đá nữ châu Phi.[8]